# Milan Indoor 1995
Il Milan Indoor 1995 è stato un torneo di tennis giocato sul sintetico indoor. È stata la 19ª edizione del Milan Indoor, che fa parte della categoria Championship Series nell'ambito dell'ATP Tour 1995.
Si è giocato a Milano in Italia dal 13 al 19 febbraio 1995.

## Campioni

### Singolare
Evgenij Kafel'nikov ha battuto in finale  Boris Becker con il punteggio di 7–5, 5–7, 7–6(6)

### Doppio
Boris Becker /  Guy Forget hanno battuto in finale  Petr Korda /  Karel Nováček con il punteggio di 6–2, 6–4